# 北緯35度の風
『北緯35度の風』（ほくいさんじゅうごどのかぜ）は、1992年1月8日から9月23日まで、毎日放送の制作によりTBS系列局で毎週水曜 19:00 - 19:54 （JST）に放送されていたドキュメンタリー番組である。全28回。
同じく毎日放送制作のドキュメンタリー番組『中村敦夫の地球発22時』を始めとする番組群で培ったノウハウを生かし、同番組群で一度取り上げた企画（刑務所、警察の密着シリーズなど）も放送していた。
番組タイトルにある「北緯35度」とは、毎日放送本社所在地の大阪府を通る緯度である。
1992年5月までは改編期特番（同年3月 - 4月）での休止だけだったが、6月以降はプロ野球中継での休止が多くなり（8月5日はバルセロナオリンピック中継で休止）、放送期間は9ヶ月弱ながら放送回数は28回にとどまった。

## 出演者

### リポーター
- 小林繁

### ナレーター
- 久米明
- 生野文治
- 槇大輔

ほか

## 放送リスト
| 回 | 放送日  | サブタイトル                             |
| -- | ------- | ---------------------------------------- |
| 1  | 1月8日  | 失踪 世界の稼ぎ人たち                    |
| 2  | 1月15日 | 冬本番！鍋料理がうまい                   |
| 3  | 1月22日 | 超ド級 高級ブランド激安                  |
| 4  | 1月29日 | 主婦が危ないッ！町のサギ師たち           |
| 5  | 2月5日  | 失踪 うちの子を探して…こちらペット探偵局 |
| 6  | 2月12日 | 大繁盛ヘルシーグルメ旋風                 |
| 7  | 2月19日 | 100歳 きんさん・ぎんさん物語             |
| 8  | 2月26日 | 救急！新生児病棟24時                     |
| 9  | 3月4日  | 春一番 港市場の人情食堂                  |
| 10 | 3月11日 | 花吹雪 駅弁特急                          |
| 11 | 3月18日 | 格闘！巨大魚と漁師                       |
| 12 | 4月15日 | 花満開 天皇ご一家の春                    |
| 13 | 4月22日 | GW決戦！夢の人気遊園地                   |
| 14 | 4月29日 | 激走！30泊31日・日本一周バスの旅         |
| 15 | 5月6日  | 激走！30泊31日・日本一周バスの旅         |
| 16 | 5月13日 | 実録！パチンコ屋戦争・黄金週間決戦！     |
| 17 | 5月20日 | 平成の長者物語                           |
| 18 | 5月27日 | 東西南北・日本最果て物語                 |
| 19 | 6月3日  | 東西南北・日本最果て物語                 |
| 20 | 6月24日 | 人情！熱血紙芝居                         |
| 21 | 7月1日  | 夏先取！豪華饗宴・日本の夜景             |
| 22 | 7月8日  | 京のおんなたち・春から夏の章             |
| 23 | 7月22日 | 絶好調 女タクシー稼業                    |
| 24 | 7月29日 | 過激！少女たちのあつい夏                 |
| 25 | 8月12日 | 琉球発熱血ニュース                       |
| 26 | 9月2日  | '92ロシアより愛をこめて                  |
| 27 | 9月9日  | これがアジアの世界                       |
| 28 | 9月23日 | 終着駅 川の流れのように                  |

（『下野新聞 縮刷版』下野新聞社、1992年1月8日 - 同年9月23日。ラジオ・テレビ欄)

## テーマ曲
- 川の流れのように（フランス語バージョン、歌：ファビエンヌ・ティボー）